# ニューハウス工業
ニューハウス工業株式会社（ニューハウスこうぎょう）とは、石川県金沢市に本社を置く建築株式会社である。

## 概要
1966年(昭和41年)設立。北陸地方に地盤を置く建築会社である。本社ビルは、ニューハウスビルスプリングポイントと呼ばれている。代表取締役は村上紀夫。シンボルマークとして使用しているコアラの親子の図案は、家族の絆を象徴したものである。

## 支店・営業所

### 工場
- 石川工場
石川県白山市水島町860番地1

### 支店
- 金沢支店
石川県金沢市西泉1丁目66番地1 ニューハウスビルスプリングポイント2階
- 金沢東部支店
石川県金沢市三池栄町61番地
- 小松支店
石川県小松市平面町カ129番地1
- 七尾営業所
石川県七尾市藤橋町亥部3番地1
- 富山支店
富山県富山市黒瀬北町2丁目13番地の3
- 高岡支店
富山県高岡市京田429番
- 魚津・黒部出張所
富山県魚津市友道1970番地
- スケルトン・インフィル部
石川県金沢市西泉1丁目66番地1 ニューハウスビルスプリングポイント6階

### 関連会社
- 株式会社ニューハウスサービス
  - 本社： 石川県金沢市西泉1丁目66番地1 ニューハウスビルスプリングポイント5階
  - 小松営業所： 石川県小松市平面町カ129番地1　ニューハウス工業小松支店内
  - 富山支店： 富山県富山市黒瀬北町2丁目13番地の3ニューハウス工業富山支店内　
  - 高岡事務所： 富山県高岡市京田429番 ニューハウス工業高岡支店内
  - 株式会社ニューハウス地所： 石川県金沢市西泉1丁目66番地1 ニューハウスビルスプリングポイント6階

※本項は同社「支店・営業所のご案内」による。

## 沿革
後にニューハウス工業の社長となる村上紀夫は京都市の生まれで、少年時代は疎開のため石川県の鳥越村で過ごした。隣村との喧嘩では常に中心人物であったが、腕力ではなく策で相手に対抗する方だったという。石川県立鶴来高等学校卒業後、京都の運送会社で働いた。しかし起業を目標としていた村上は2年で辞め、貯めた100万円を元手に石川県で父親と製材所を経営した。1966年に「別宮建設」の社名で株式会社化、この年がニューハウス工業の創業の年とされている。当初は全く利益が出ず、大和ハウス工業の下請けも試みていた。
1971年には注文住宅専業に転じ、金沢・小松に営業所を開設した。社名も「ニューハウス工業」に変更し、村上が社長に就任した。この時期の課題は、施工にあたる大工が確保できないことであった。職人不足に加え、職人の技能により品質がばらつくことにも抵抗があった村上は、規格化による工場生産に取り組み、同年には河内村に最初のプレカット工場を完成させた。このような工場は業界でもまだ珍しく、融資した銀行も「現実離れ」と評した計画であったが、当初年間8棟であった着工戸数は翌年には100棟を超え、名古屋や富山など県外にも営業所を設けるなど、事業は拡大していった。
その後も販売戸数の増加が続き、年に250棟となったのを機に工場新設を決定、1976年には松任市に用地41000m2を確保した。松任工場建設にあたっては、さらなる低価格化を実現するため、石川電子計算センター、平安製作所（浜松市、後の平安コーポレーション）と共同で一年をかけ、数値制御を導入した工作機械を開発、新工場は1979年に完成し、年産1000棟体制が整った。施工費用にも手をつけ、継続的な発注を保証することで、通常より安い手当で施工に応じる大工を確保し、「大工協力会」として組織した。住宅展示場は期間限定とし、展示期間終了後は売却した。こうした取り組みの結果、1980年に発表した新製品「西洋の館」「和風オリジナルホーム」では、坪単価20万円台を実現した。
しかし1980年代に入ると住宅着工件数が減少、プレハブや2×4に押され気味となり、販売戸数は伸び悩んだ。劣勢は競合工法のデザインが支持された結果であり、価格面では負けていないと判断した同社は、対抗策として製品展開の拡充を図り、「奥様中心の家」（1982年9月）、「新和風オリジナルホーム」（1983年3月）、「西洋の館パート2」（1983年8月）といった新製品を次々に発表した。このうち「奥様中心の家」はインテリア・コーディネーターの町田ひろ子が企画に参加し、住宅メーカーの側から暮らし方を提案する「生活提案型」という概念を持ち込んだ。1983年9月には最長10年の長期保証制度導入を発表、これに向けて工程の見直しを行うとともに、さらなる低価格化にも取り組み、「和と洋の家」（1984年3月）や「新和風オリジナルホーム」のリニューアル商品、「奥様中心の家」に続く個性派製品として「健康中心の家」を発売した。豪雪地帯にあることから冬季の操業に制約があり、距離が離れていることから松任工場との連携にも難のあった河内工場は、この時期に効率化のため松任に統合された。
製品拡充でも一定の成果をみたことから、1980年代後半からは販売網の強化に着手した。七尾、高岡で現地企業と共同で販売子会社を設立、東海地域でも営業を強化した。

### 年表
- 1966年 別宮建設設立[5]
- 1971年 金沢営業所開設 河内工場完成[10]
- 1972年 小松営業所開設[10] 社名を「ニューハウス工業」に変更[5]
- 1974年 名古屋営業所開設[10] 建設大臣許可建設業者となる
- 1975年 河内工場拡張[10] 建設大臣免許宅地建物取引業者となる
- 1976年 富山営業所開設[10]
- 1979年 松任工場（第一期）完成[9]
- 1980年 石川工場に高性能の木材乾燥施設を新設(特許取得)
- 1984年 建設省「いえづくり85プロジェクト提案競技」にて、建設大臣優秀賞受賞[24]、日本木造住宅産業協会会員となる
- 1985年 農林水産省「木質建材認証・勧告制度」にて、農林水産大臣優良認証(AQ認証)を受ける
- 1988年 インテリジェントビル「スプリングポイント」完成、本社を同ビルに移転
- 1994年 加圧防腐・防蟻処理機を設置
- 1995年 建設省「木造住宅合理化システム高耐久性能タイプ」の認証を受ける[34]
- 1996年 石川県「住まいアップ石川住宅」で優秀賞を受賞
- 1998年 石川工場に住環境研究棟となる「バリアフリー研究棟（現：メーターモジュール体験館）」を開設
- 1999年 石川工場が農林水産省より「JAS認定」を受ける
- 2001年 外観デザインシステムで特許申請、石川工場にサイエンス館を開設[35]
- 2004年 日本住宅・木材技術センターより「木造住宅合理化システム次世代耐用性能タイプ」の認定を受ける
- 2005年 石川工場に環境に配慮した「バッチ式炭化装置」を導入、「オリジナル床下調湿炭」の生産を開始
- 2006年 サイエンス館2階 安心ゾーンリニューアル（防犯・耐震・健康）
- 2010年 可動式収納家具特許取得（特許第4596904号）
- 2011年 石川工場に新加工ライン導入　金物工法に対応し、ハイブリッド工法を採用
- 2012年 石川工場に基礎・地盤展示館を開設

※出典。